# Coristoma
Los coristomas, son una forma de heterotopia, son masas de tejido normal que se encuentran en ubicaciones anormales. En contraste con las neoplasias o tumores, el crecimiento de un coristoma esta normalmente regulado. Un ejemplo es la presencia de tejido adrenal ectópico en el canal inguinal pediátrico, un hallazgo relativamente frecuente.
Es diferente de un hamartoma. Pueden ser diferenciados de los hamartomas de la siguiente manera: un hamartoma es sobrecrecimiento desorganizado de tejido en su ubicación normal (p. ej., pólipos de Peutz–Jeghers), mientras que un coristoma es un crecimiento de tejido normal en una ubicación anormal (p. ej., un coristoma óseo, el tejido gástrico del íleon distal en el  divertículo de Meckel).